# Гільда і гірський король
Гільда і гірський король (англ. Hilda and the Mountain King) — це анімаційний пригодницький фентезійний фільм режисера Енді Койла, оснований на шостому виданні однойменної серії графічних романів «Гільда» Люка Пірсона і є продовженням фіналу другого сезону мультсеріалу «Гільда». Оригінальний фільм озвучують Белла Рамзі, Аміра Фальзон-Оджо, Олівер Нельсон, Дейзі Гаґґард, Расмус Гардікер, Джон Гопкінс та Люсі Монтґомері.
Виробництво фільму Гільда і гірський король було розпочато наприкінці 2019 року кінокомпаніями Silvergate Media і Mercury Filmworks. Трейлер фільму вийшов 2 грудня 2021 року, а сам фільм вийшов на сервісі Netflix 30 грудня 2021 року.
Фільм присвячений Кевіну Кочвару та Террі О'Рейлі, які працювали над фільмом в відділі анімації і не дожили до виходу фільму.

## Сюжет
Події фільму починаються з останньої серії другого сезону «Кам'яний ліс», де Гільда, яку перетворили на троля, тікає від Трілли, своєї мами-троля, і перетворюється на камінь від сонячного світла, після того, як покидає Кам'яний ліс. Тим часом у Тролещині мама Гільди виявляє Бабу на місці Гільди, і Тонту приходить до висновку, що Гільда стала жертвою заклинання підміненої дитини. Розуміючи, що це означає, мама Гільди, Баба, Тонту, Альфур і Живчик вирушають на пошуки Гільди, але не можуть знайти вхід у Кам'яний ліс.
В іншому місці Ерік Альберг проводить прес-конференцію, на якій оголошує комендантську годину через зростання активності тролів за межами Тролещини. Під час перегляду мати Девіда звертає увагу на запрошення до участі у патрулі безпеки Тролещини. Учням початкової школи Едмунда Алберга показують відео, яке попереджає про небезпеку тролів, але Фріда і Девід протестують проти некоректної інформації на відео. Інші студенти приєднуються до їх протесту, але Девід змушений сховатися, коли бачить, що його мати приєдналася до Патруля безпеки як волонтер.
Ближче до вечора, коли про Гільду все ще немає жодних відомостей, Джоанна стикається з групою офіцерів патруля безпеки, що змушує її неохоче повернутися додому. Після заходу сонця Гільда перетворюється з каменя на троля й виявляє, що не може повернутися до Тролещини через дзвіниці. Втікаючи, Гільда натрапляє на величезну печеру з десятками дзвонів, що звисають зі стелі поблизу входу. Всередині вона знаходить гігантського сліпого троля, який називає себе Трандлом. Він каже Гільді, що допоможе їй знову стати людиною, якщо вона виконає за нього деякі завдання. Він також запевняє її, що Трілла не бажає зла, і Гільда неохоче повертається до Трілли. Вони відступають у Кам'яний ліс, щоб уникнути сонця, що сходить. Коли вони знаходяться на поверхні, Гільда «відчуває» дивний звук, який, як пояснює Трілла, чують усі тролі; цей звук кличе їх до Тролещини, і останнім часом цей поклик стає дедалі потужнішим.
Фріда і Девід довідуються про скрутне становище Гільди, коли Баба втікає з-під опіки Тонту, і коли Фріда, всупереч пораді Кайси (бібліотекарці, яка вправна у чаклунстві), безуспішно намагається застосувати заклинання обміну тілами. Знову настає ніч, і Гільда виконує перше із завдань, які їй дав Трандл, таємно приносячи йому чашку меду тролів. Потім Трандл наказує їй зняти дзвони, які не дозволяють йму вийти з печери.
Трілла показує Гільді руїни замку Гірського короля, гігантського троля, який одного разу намагався згуртувати тролів, щоб вони атакували Тролещину, але зазнав поразки. Гільда концентрується на стратегії допомоги Трандлу, коли дізнається, що заклинання підміненої дитини неможливо скасувати. Вона використовує подушки, вкрадені з колекції скарбів троля, щоб заглушити і зняти дзвіночки. В іншому місці Джоанна та Альфур знаходять вхід до Кам'яного лісу, але не встигають увійти тому що тролі його закривають. Одразу після цього на них нападає група агресивних тролів і їм ледве вдається втекти.
Наступного ранку Джоанна неохоче звертається до Еріка Альберга за допомогою як до останнього засобу. Розчарована тим, що не може допомогти Гільді, Фріда пропонує, що вона та Девід викрастися з міста, щоб вона могла спробувати чарівним чином поговорити з тролем, як вона це зробила з матір'ю-кракеном у другому сезоні. Тим часом Трандл посилає Гільду з її останнім дорученням: принести йому велику червону кулю, заховану в руїнах замку серед скарбів Гірського короля. Коли Гільда торкається його, вона потрапляє в дивне видіння, в якому гігантська істота, схожа на її матір, нависає над стінами міста. Після цього Гільда повертається в реальність, і вона намагається повернути червону кулю Трандлу, але на неї нападає гігантський бородатий троль.
Назовні Ерік, Джоанна, Баба, Альфур і Тонту прибувають до входу в Кам'яний ліс. У той момент, коли Баба відкриває вхід, Гільда вибігає назовні, переслідувана гігантським тролем. Виникає бійка, яка закінчується тим, що Ерік втрачає свідомість, а Гільда змушує троля випадково розчавити автомобіль Джоанни і впасти в яр. Гільда та її мама возз'єднуються і приносять кулю до печери Трандла. Слідом за ними з'являється Трілла, яка возз'єднується з Бабою, скасовуючи заклинання підміненої дитини і перетворюючи Гільду знову на людину, а Бабу знову на троля. Раптом Трандл виривається зі своєї в'язниці демонструючи, що куля є його оком. Його зір відновлено і стає зрозуміло, що він і є Гірський Король, і що він підбурює тролів штурмувати Тролещину.
У Тролещині Девід відволікає свою маму на дзвіниці, щоб Фріда могла встановити ментальний зв'язок з одним із тролів, і вона бачить видіння, подібне до того, що бачила Гільда — гігантська тролеподібна істота, схожа на її мати, атакує місто. Тим часом Трандл починає руйнувати дзвіниці, але його зупиняє прибуття бородатого троля, який виявляється його братом. Відмовляючись битися з ним, Трандл змушує своїх послідовників стримувати бородатого троля, перш ніж пробити міську стіну.
Патруль безпеки прибуває, щоб відбити напад, а Альберг приходить до тями і відновлює командування патрулем. Гільда згадує про видіння з ока Трандла і розуміє, що мати всіх тролів лежить під містом, і вона підніметься, щоб захистити своїх дітей, якщо патруль безпеки нападе на них, знищивши всю Тролещину. Гільда намагається зупинити атаку, але Альберг відмовляється її слухати, і використовує гармату патруля безпеки, щоб знищити Трандла, пробудивши матір-троля. В останній відчайдушній спробі зупинити його, Гільда бере око Трандла і кидає його в обличчя Альберга, через що він бачить видіння, подібне до того, що бачила Гільда. Тепер, розуміючи, що поставлено на карту, Альберг наказує Патрулю безпеки відступити.
Мати-троль перестає намагатися встати, і всі тролі мирно йдуть до центру міста, де вона лежить під землею. Використовуючи магію Фріди, Гільда і Фріда дізнаються її особистість: Амма, мати та бабуся всіх тролів, знаходилась під землею нерухомо протягом століть, щоб не зашкодити людям, які несвідомо побудували над нею Тролещину. Якийсь час тролі все ще могли зв'язуватися зі своєю матір'ю, яка знаходилась під землею, але потім поселенці не знаючи про присутність Амми і не розуміючи, чому тролі продовжували спроби потрапити в місто, вигнали їх геть, зрештою побудувавши стіну, щоб запобігти їм. Тепер, коли тролі знаходяться досить близько до Амми, вони, нарешті, знову можуть почути її голос, при цьому на їх тілах проростають рослини.
Після цього Альберг йде у відставку, отримавши медаль за подолання кризи, і відмовляється від командування патрулем безпеки, передаючи його своїй заступниці Герді Густав. Густав негайно оголошує «Ніч тролів», під час якої тролів допускають у місто раз на рік, щоб возз'єднатися з Аммою. Хоча деякі люди все ще бояться тролів, а деякі тролі бояться людей, щорічні мирні контакти поступово привели до зникнення взаємного страху між двома видами. Родини Гільди та Баби все ще підтримують зв'язок, причому Баба час від часу відвідує квартиру Гільди, а Гільда час від часу ночує в горах з Тріллою та Бабою.

## Озвучення оригінального фільму
| Актор              | Роль                           |
| ------------------ | ------------------------------ |
| Белла Рамзі        | Гільда                         |
| Аміра Фальзон-Оджо | Фріда                          |
| Олівер Нельсон     | Девід                          |
| Дейзі Гаггард      | Джоанна                        |
| Расмус Гардікер    | Альфур Олдрік                  |
| Джон Гопкінс       | Ерік Алберг                    |
| Люсі Монтгомері    | Герда Густав, додаткові голоси |
| Рейчел Август      | Трілла                         |
| Діно Келлі         | Трандл                         |
| Агнес Пікок        | Баба                           |

## Виробництво
Меган Фергюсон, помічник режисера, оголосила у Twitter 23 липня 2021 року, що виробництво фільму завершено. 23 листопада 2021 року було підтверджено, що фільм вийде в прокат 30 грудня 2021 року.

### Сценарій
Сценарій до фільму написав Люк Пірсон. Режисер фільму Енді Койл високо оцінив сценарій Пірсона і сказав, що створення фільму було «таким веселим заняттям».

### Анімація
Більшу частину анімації фільму створила компанія Mercury Filmworks за допомогою програмного забезпечення Toon Boom. Анімацію для вступних титрів зробила студія Giant Ant.

### Музика
Музику до фільму написав Раян Карлсон. У фільмі звучить пісня When I Can't Sleep ісландського музичного гурту Pascal Pinon, але в саундтреку її немає. Заключна пісня Another Road була створена та виконана Реєм Еггзом і Вайсом Кулером.

#### Офіційний саундтрек
Саундтрек до фільму вийшов з використанням цифрових платформ Madison Gate Records 16 червня 2023.
Автор музики Раян Карлсон, за винятком випадків, коли це зазначено. 
| #     | Назва                                    | Виконавець          | Тривалість |
| ----- | ---------------------------------------- | ------------------- | ---------- |
| 1.    | «Escape»                                 |                     | 2:36       |
| 2.    | «Hilda and the Mountain King Main Title» |                     | 0:56       |
| 3.    | «The Search Begins»                      |                     | 0:52       |
| 4.    | «Press Conference»                       |                     | 1:27       |
| 5.    | «I Was Going Home»                       |                     | 1:27       |
| 6.    | «Into The Woods»                         |                     | 0:26       |
| 7.    | «Trundle»                                |                     | 3:09       |
| 8.    | «The Call»                               |                     | 1:28       |
| 9.    | «Ask Kaisa»                              |                     | 0:40       |
| 10.   | «Troll Breakfast»                        |                     | 1:24       |
| 11.   | «The Story»                              |                     | 2:11       |
| 12.   | «What Do We Do?»                         |                     | 1:41       |
| 13.   | «Hoards»                                 |                     | 0:24       |
| 14.   | «Race You To the Top of the Mountain?»   |                     | 1:30       |
| 15.   | «The Meeting»                            |                     | 1:03       |
| 16.   | «The Final Thing»                        |                     | 1:51       |
| 17.   | «Hilda!»                                 |                     | 0:51       |
| 18.   | «Reunited»                               |                     | 1:05       |
| 19.   | «Prison Cell»                            |                     | 0:31       |
| 20.   | «Trundle Escapes»                        |                     | 0:51       |
| 21.   | «Troll Army»                             |                     | 1:02       |
| 22.   | «Brothers»                               |                     | 1:06       |
| 23.   | «Been Here Before»                       |                     | 2:13       |
| 24.   | «Prepare to Fire!»                       |                     | 1:33       |
| 25.   | «Trundle Falls»                          |                     | 2:01       |
| 26.   | «Throw Me!»                              |                     | 0:38       |
| 27.   | «Stand Down»                             |                     | 0:43       |
| 28.   | «Amma»                                   |                     | 3:34       |
| 29.   | «Epilogue»                               |                     | 2:02       |
| 30.   | «Another Road»                           | Рей Еггз Вайс Кулер | 3:11       |
| 42:53 |                                          |                     |            |

## Реліз
Фільм вийшов 30 грудня 2021 року на платформі Netflix.

### Маркетинг
10 грудня 2019 року було оголошено, що Sony Pictures Television придбає 100 % Silvergate Media, сума не розголошувалась. Під час цього придбання було оголошено, що вийде окремий фільм про Гільду, тривалість фільму планувалася 70 хвилин. 12 жовтня 2020 року вебсайт licensingsource.net повідомив, що окремий фільм вийде в 2021 році. 23 вересня 2021 року ютубер The 2nd Dimension взяв інтерв'ю у Енді Койла, який повідомив, що спеціальний фільм триватиме приблизно 85 хвилин. 19 листопада 2021 року компанія Silvergate оприлюднила офіційну назву фільму — «Гільда і гірський король». 23 листопада 2021 року були оприлюднені офіційні рекламні зображення, і була підтверджена дата виходу — 30 грудня. 24 листопада 2021 року в статті PopSugar був опублікований новий знімок з фільму.
2 грудня 2021 року трейлер фільму було офіційно опубліковано на сторінці Netflix. 22 грудня 2021 року стало відомо, що Giant Ant буде продюсувати початкові титри фільму разом із новими кадрами та виробничими активами.

## Оцінки

### Реакція критиків
Відгуки про фільм були позитивними. Ніколь Кларк з Polygon сказала, що фільм «належним чином» підвищує ставки у порівнянні з мультсеріалом, розкриває таємниці Тролещини; їй також подобається те, що фільм не намагається обійти гострі кути, але має «більш стабільний темний» тон і що він готує основу для третього сезону серіалу. Аатка Архам із Variety стверджував, що, хоча сюжетна лінія «здавалося б, проста», вона наповнена «емоційною та філософською мудрістю», ставить під сумнів дихотомію добра і зла, а також додав, що фільм робить заяву, що «світ… потребує змін». Джошуа Фокс із Screenrant описав фільм як такий, що має «приголомшливі візуальні ефекти та музику» та історію, яка «підносить вихідний матеріал до надзвичайної міри». Джоуі ДеАнджеліс з Лос-Анджелеса описав фільм як «задовільну кульмінацію» перших двох сезонів шоу.

### Відзнаки
| Рік      | Нагорода                        | Категорія                                      | Одержувач(и)  | Результат | Пр.    |
| -------- | ------------------------------- | ---------------------------------------------- | ------------- | --------- | ------ |
| 2022 рік | Нагороди Енні                   | Найкращий режисер — ТБ/медіа                   | Енді Койл     | Номінація | [ 24 ] |
| 2022 рік | Нагороди Енні                   | Найкраща музика — ТБ/медіа                     | Райан Карлсон | Номінація | [ 24 ] |
| 2022 рік | Дитяча та сімейна премія «Еммі» | Видатна анімаційна програма спеціального класу |               | Перемога  | [ 25 ] |
| 2022 рік | Дитяча та сімейна премія «Еммі» | Видатна режисура для анімаційної програми      | Енді Койл     | Номінація | [ 25 ] |
| 2022 рік | Дитяча та сімейна премія «Еммі» | Видатна режисура голосу для мультсеріалу       | Дейв Пікок    | Номінація | [ 25 ] |
| 2022 рік | Дитяча та сімейна премія «Еммі» | Видатні головні заголовки та графіка           | Giant Ant     | Перемога  | [ 25 ] |

## Пояснювальні примітки
1. ↑  Початковим джерелом цієї інформації була версія оригінального повнометражного інтерв'ю, створеного лише для Patreon, пізніше, після оприлюднення, цю частину було видалено. Кліп був оприлюднений 25 листопада 2021 року.